# Vuoto Locale
Il Vuoto Locale (in inglese Local Void) è una vasta regione di spazio che è situata nelle adiacenze del Gruppo Locale, l'ammasso di galassie che comprende anche la nostra Via Lattea.
I vuoti sono definiti come aree dell'Universo, delimitate da filamenti di galassie, nelle quali la materia (stelle, gas, galassie) è presente ad una concentrazione nettamente inferiore a quella di altre zone dell'Universo. Quindi in realtà i vuoti non sono del tutto privi di materia, ma la contengono ad una concentrazione inferiore a quanto previsto dalla cosmologia standard.
Il Vuoto Locale fu scoperto nel 1987 da R. Brent Tully dell'Istituto di Astronomia dell'Università delle Hawaii e Rick Fisher del National Radio Astronomy Observatory. Le esatte dimensioni di questa struttura non sono ancora note con precisione, ma si stima abbia una lunghezza di 70 megaparsec (230 milioni di anni luce) per una larghezza di 45 megaparsec (150 milioni di anni luce). Inoltre risulta suddiviso in tre distinte aree separate da sottili filamenti.
Il Vuoto Locale è delimitato dal Foglio Locale una struttura appiattita in cui si trovano una sessantina di galassie, tra cui la Via Lattea, accomunate dalla medesima velocità peculiare e che fa parte del Gruppo Locale. In tal modo il Vuoto Locale si estende dal bordo di quest'ultimo per circa 60 megaparsec (circa 200 milioni di anni luce) e si stima una distanza dalla Terra di circa 23 megaparsec (75 milioni di anni luce).
Le dimensioni del Vuoto Locale sono state calcolate a partire dall'osservazione di una galassia nana isolata situata al suo interno. A maggiori dimensioni e minor concentrazione di materia, la gravità risultava più debole e di conseguenza più velocemente la galassia nana doveva muoversi in direzione delle concentrazioni di materia situata ai confini del vuoto. Per spiegare la rapida espulsione della galassia nana dal vuoto è stata invocata l'azione dell'energia oscura.
Sulla base di un modello chiamato Hubble Bubble, che prendeva in considerazione le velocità relative di supernove di tipo Ia, era stata proposta la presenza di un vuoto di relative dimensioni centrato sulla Via Lattea. Il modello Hubble Bubble prevede un significativo scostamento del valore locale della costante di Hubble rispetto al suo valore medio globale. In realtà successive analisi dei dati hanno evidenziato che l'interferenza della polvere interstellare aveva prodotto risultati fuorvianti.
Si ritiene che il Vuoto Locale sia in fase di espansione e che il Foglio Locale, che ne costituisce una delle pareti, sia in fase di allontanamento dal centro del Vuoto Locale alla velocità di circa 260 km/s.
Pur essendo un'area di spazio a bassa densità di materia, tuttavia sono presenti alcune isolate galassie come NGC 6503 (soprannominata Lost-in-Space galaxy), ESO 461-36 e MCG-01-41-006.
Recentemente osservazioni effettuate con il Telescopio spaziale Hubble hanno rilevato l'esistenza di due galassie nane, Pisces A e Pisces B, che per miliardi di anni hanno stazionato all'interno del Vuoto Locale e che ora sono entrate a far parte delle galassie del Volume Locale. Venute a contatto con il gas intergalattico dell'ammasso, ora mostrano i segni di attività di starburst che è iniziata da circa 100 milioni di anni.

## Lista di galassie del Vuoto Locale
La tabella riporta alcune galassie situate nel Vuoto Locale.
| Galassia      | Tipo     | Ascensione Retta | Declinazione | Distanza (a.l.) | Redshift | Note          |
| ------------- | -------- | ---------------- | ------------ | --------------- | -------- | ------------- |
| ESO 461-36    | dIrr     | 20h 03m 57.4s    | -31° 40′ 54″ | 11 milioni      | 0,001425 | [ 12 ] [ 13 ] |
| NGC 6503      | SA(s)cd  | 17h 49m 26.4s    | +70° 06′ 40″ | 18 milioni      | 0,000083 | [ 14 ]        |
| UGCA 433      | Im       | 22h 39m 09.0s    | -04° 45′ 37″ | 21 milioni      | 0,002765 | [ 15 ]        |
| MCG-01-57-015 | IBm      | 22h 34m 54.7s    | -04° 42′ 04″ | 24 milioni      | 0,002966 | [ 15 ] [ 16 ] |
| NGC 7077      | E        | 21h 29m 59.6s    | +02° 24′ 51″ | 36 milioni      | 0,003843 | [ 15 ] [ 16 ] |
| MCG-01-41-006 | dIrr     | 16h 09m 36.8s    | -04° 37′ 13″ | 42 milioni      | 0,002770 | [ 12 ] [ 13 ] |
| MCG-02-41-001 | SAB(r)b? | 16h 17m 15.8s    | -11° 43′ 55″ | 48 milioni      | 0,003252 | [ 15 ]        |